# ديفيد غيلبرت ييتس
ديفيد غيلبرت ييتس (بالإنجليزية: David Gilbert Yates)‏ هو جراح أمريكي، ولد في 1870 في نيوجيرسي في الولايات المتحدة، وتوفي في 9 مايو 1918.